# Aktionsgrupp NOVA
Aktionsgrupp NOVA är en specialenhet vid länskriminalen i Stockholm. Gruppen har som mål att arbeta mot grov organiserad brottslighet och nyrekrytering till kriminella nätverk. I huvudsak riktas arbetet mot individer i nätverk av kriminella och gäng. Aktionsgruppen i sin befintliga form skapades 2008 och är en utveckling av NOVA-projektet som startade 2003 och NOVAII som verkade 2006-2007.
En särskild lista, NOVA-listan, har tagits fram av kriminalunderrättelsetjänsten på ca 100 målpersoner som anses vara särskilt brottsaktiva. Framtagningen sker med hjälp av en viktningsmodell som baseras på befintligt underrättelsematerial. Listan uppdateras var sjätte månad.
Aktionsgruppen består av cirka 25 poliser som tagits ut efter ingående intervjuer, referensinhämtning och meriter. Medelåldern och tjänsteåldern är något högre än vid andra liknande enheter då särskild vikt läggs vi personlig mognad och erfarenhet av polisarbete. Arbetsmetoden är mycket juridiskt offensiv dvs etablerade grovt kriminella individer konfronteras även när de begår enklare brott. Inte sällan leder dessa till att allvarligare brott uppdagas. Både allvarliga och mindre allvarliga brott handläggs inom enheten som både bedriver såväl yttre fältarbete som utredningsarbete. Ett nära samarbete, både operativt och underrättelsemässigt, bedrivs med andra avdelningar och externa myndigheter.
Gruppen utbildar även andra enheter i arbetsmetodiken och leder större riktade insatser både i Stockholms län och ute i landet.
Liknande enheter vid Stockholmspolisen är Sektion för gängkriminalitet (tidigare kallad Särskilda gänginsatsen) i Södertörn och SYL i Söderort. Till skillnad från dessa distriktsenheter arbetar aktionsgrupp NOVA över hela Stockholms län.